# Hypocoela humidaria
Hypocoela humidaria är en fjärilsart som beskrevs av Swinhoe 1904. Hypocoela humidaria ingår i släktet Hypocoela och familjen mätare. Inga underarter finns listade i Catalogue of Life.